# Mahou
Mahou es una empresa cervecera de origen español, fundada en Madrid en el año 1890 como Hijos de Casimiro Mahou, fábrica de hielo y cerveza. La empresa destaca pronto por la producción en un país de tradición vitivinícola que acepta tardíamente la cerveza, y durante el siglo XX se encuentra entre las más importantes dentro del mercado cervecero español. La denominación procede del apellido de la familia que estuvo al frente de la compañía durante cerca de un siglo. Tras la compra de San Miguel a finales de 2000, se transformó en el grupo empresarial Mahou San Miguel, la mayor compañía cervecera española a comienzos del siglo XXI.

## Historia

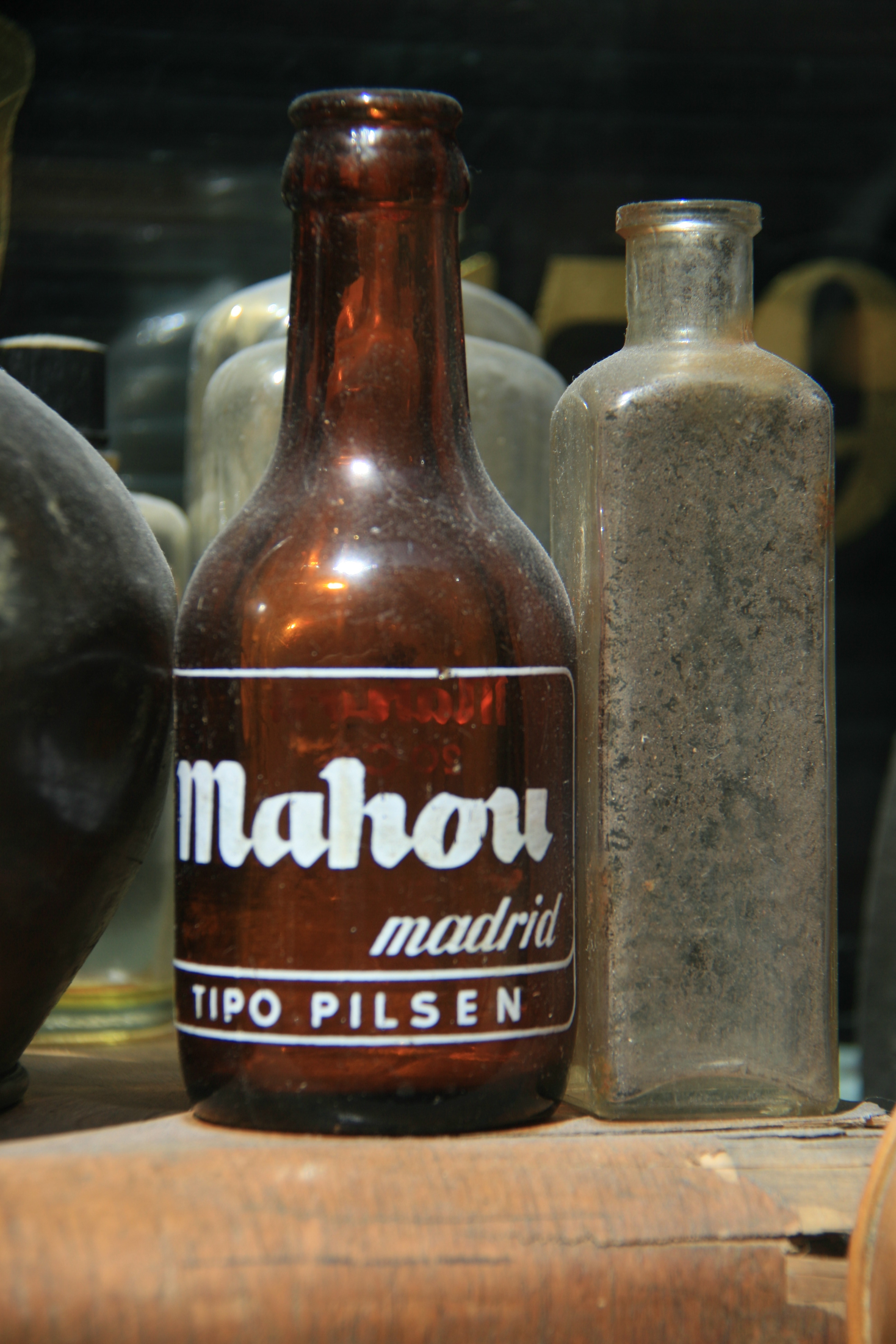
Típica botella de vidrio marrón, antes de que se estamparan las marcas en papel

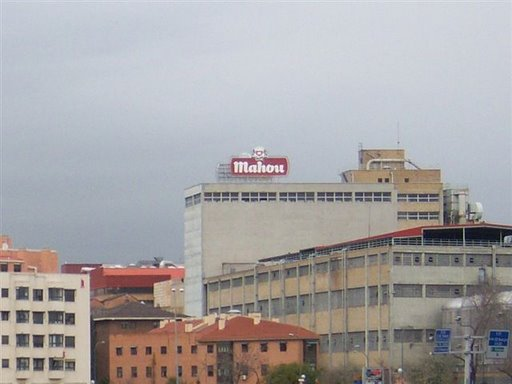
Antigua fábrica Mahou en Madrid, paseo Imperial. Construcción 1961, demolición 2011.

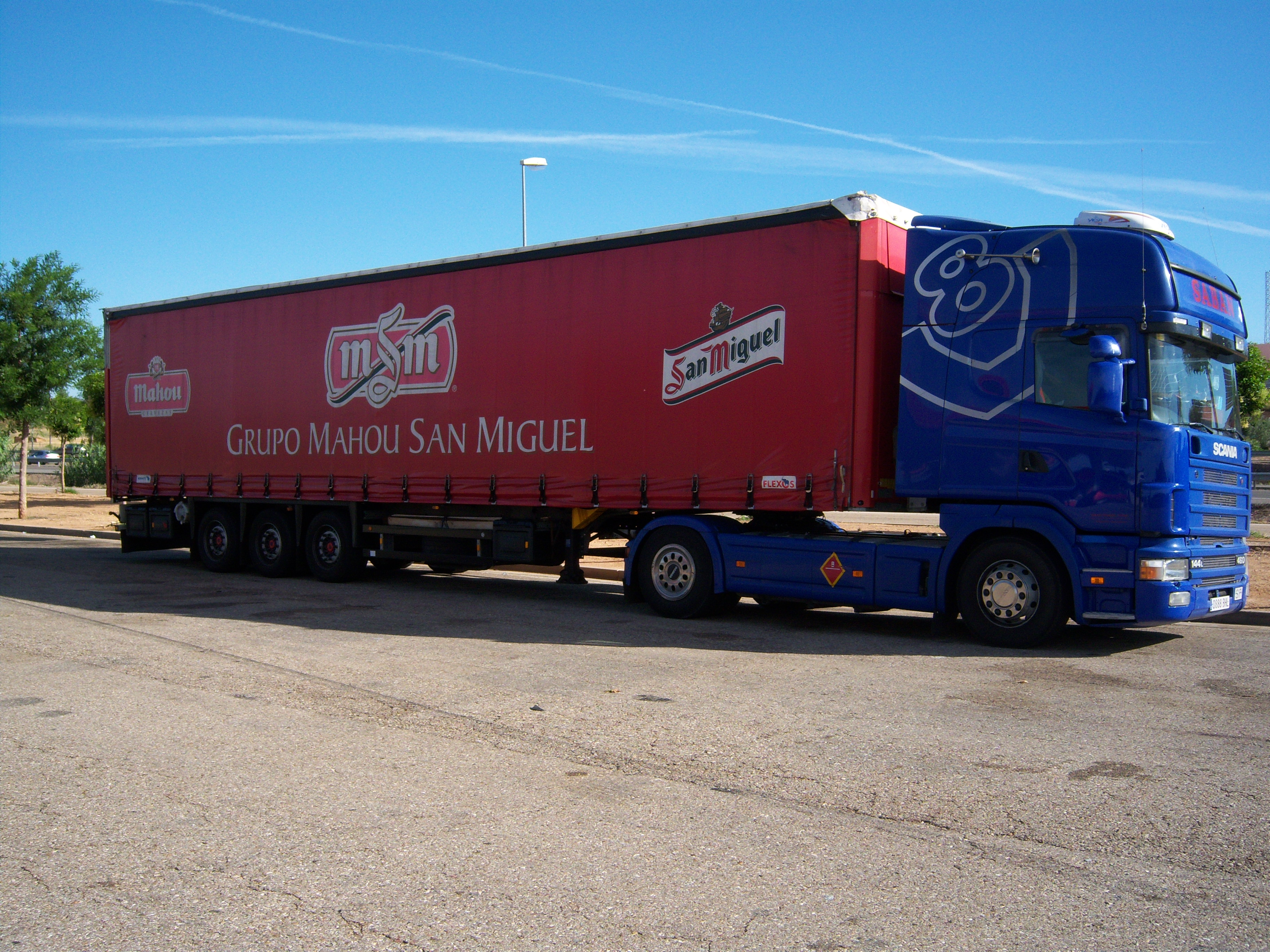
Distribución de cervezas grupo Mahou-San Miguel

El iniciador de las actividades empresariales en Madrid fue Casimiro Mahou Bierhans (1828-1875), francés de Metz, Lorena,  que contrae matrimonio con la madrileña Brígida Solana Fernández (1818-1896). Con Brígida tiene tres hijos y dos hijas. Casimiro puso en marcha en 1850, junto a un socio, una fábrica de papel pintado llamada Las Maravillas que abandona en 1859. Entonces decide instalarse en la plaza del Limón y construir la fábrica El Arco Iris. Gran Fábrica de Colores al Temple y al Olio, que tras su muerte en 1875, pasaría a manos de su viuda, llamándose ahora Fábrica al Vapor de Colores, Barnices y Hielo Vda. E Hijos de Casimiro Mahou. Son los hijos quienes crean una de las empresas pioneras en España en producción de cerveza.

### Fábrica de Hielo y Cervezas
La primera sociedad mercantil ‘Hijos de Casimiro Mahou’, está formada por Alfredo, Enrique, Luis y Carolina Mahou Solana, para la fabricación y venta de hielo, colores y barnices, con domicilio en la calle Amaniel nº 29 y sucursal en la calle Jacometrezo nº 17, de Madrid, escritura ante el notario Juan Perea Ugarte (ya había fallecido María Luisa, a los 18 años). En mayo de 1890 Mahou servía hielo en barras procedente de su fábrica de hielo a diversos clientes de Madrid y alrededores. 
La empresa se constituye el 30 de octubre de 1889 por los hermanos como una Sociedad Regular Colectiva (SRC). Cuando se hacen con los servicios del maestro cervecero alemán, Konrad Stauffer Ruckert, empiezan a producir cerveza. La primera fábrica se construyó en la calle de Amaniel nº 29 de Madrid (cercana al Cuartel del Conde-Duque) en la zona del ensanche de Madrid. Esta factoría comenzó a funcionar el 1 de febrero de 1891 y actualmente es la sede del Museo ABC de Dibujo e Ilustración. Por su parte, la sucursal principal se ubicaba en la calle Jacometrezo. La nueva fábrica se equipa con material industrial procedente de Alemania, que entra en España inicialmente por los puertos de Valencia. Desde los inicios se elabora el tipo de cerveza de Pilsen. El agua empleada en la fábrica de Amaniel procedía de la distribución canalizada que ofrecía el recién inaugurado Canal de Isabel II. El lúpulo, difícil de cultivar en los campos agrícolas de España, se importaba de Alemania, procedente de las proximidades de Núremberg, del tipo Lagerbierhöpfen. La malta era de origen nacional y procedía de los campos de Aranjuez. De esta forma, en marzo de 1891, empieza la comercialización de la cerveza. Mahou ofrecía dos tarifas diferenciadas, según que las botellas estuvieran pasteurizadas o no. Esto dependía de los clientes. Las botellas tenían una vida de almacenaje mayor pero el coste aumentaba un 20%. Hay que considerar que el vino embotellado conserva su buen sabor durante meses, no así la cerveza que, por el contrario, se estropea si no se consume pronto. 

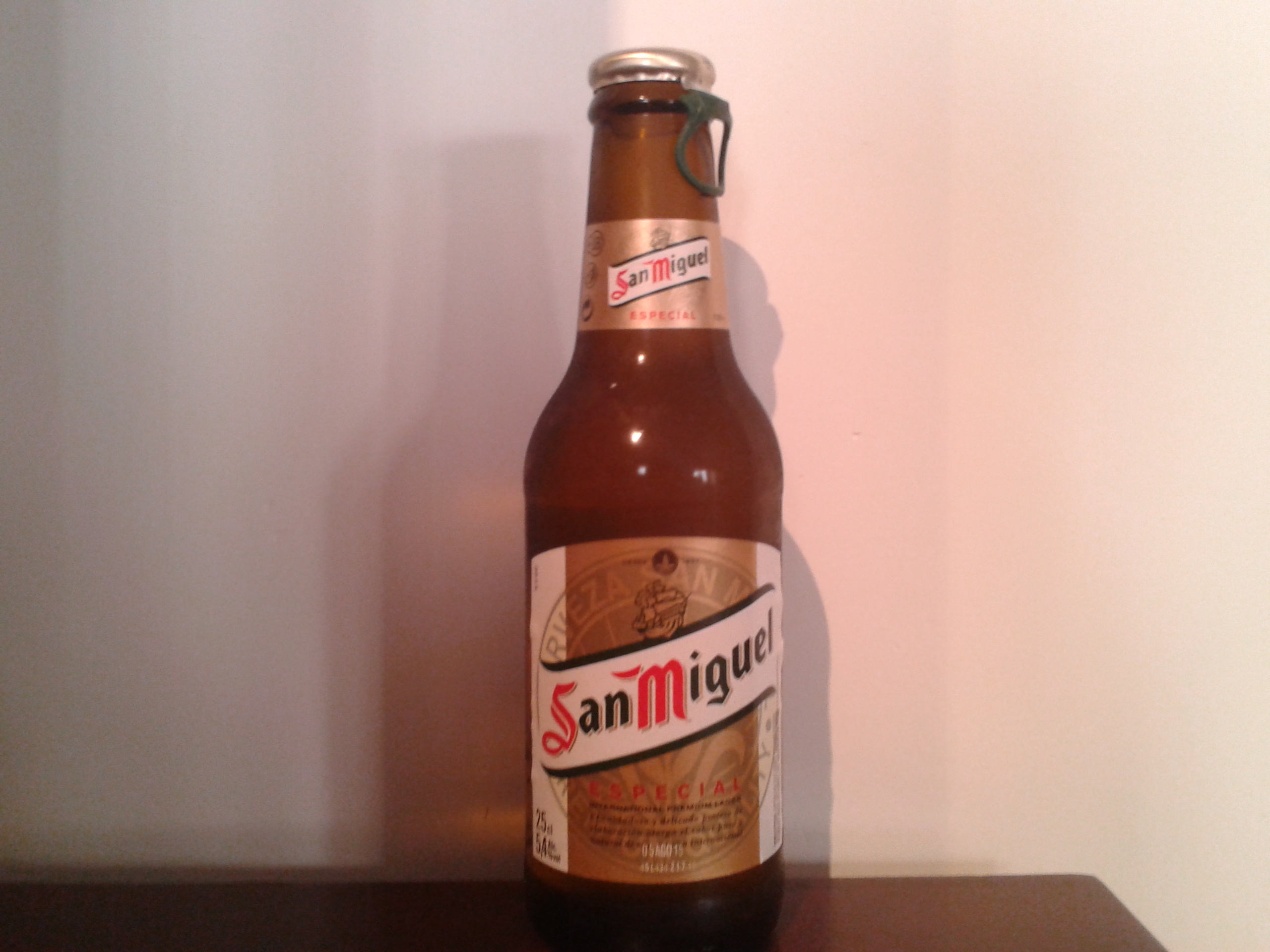
Botellín de San Miguel

La cerveza es muy poco consumida en la sociedad española de la época. En aquellos tiempos, cuando abundaban los cafés tertulia, no están entre los clientes de Mahou los cafés de la Puerta del Sol. La fama de la cerveza Mahou crece cuando gana premios internacionales de calidad, premios que pronto muestran en las etiquetas de sus botellas. El éxito de la venta de cerveza relega la producción de otros bienes a un segundo plano. El proceso de fabricación de cerveza era novedoso. Mahou fue una de las primeras empresas que emplea la tecnología de compresores frigoríficos en toda la cadena de producción de la cerveza. La compañía deja de producir colores y barnices en las primeras décadas del siglo XX, y continúa produciendo barras de hielo hasta los años setenta. En este período de asentamiento, cuando compiten principalmente con la cerveza El Águila, la familia decide en 1904 ampliar el negocio creando una segunda fábrica en Gibraleón (provincia de Huelva), dirigida por Luis Mahou Solana, para abastecer de cerveza a las poblaciones mineras de la provincia. La demanda no fue suficiente, debido al precio por litro de cerveza, y la aventura concluyó en 1912. Después de ésta, hubo otras iniciativas como las factorías de Novelda, a finales de la década de 1920, y de Orense (conocida como cervezas San Martín).

### Auge a comienzos del siglo XX

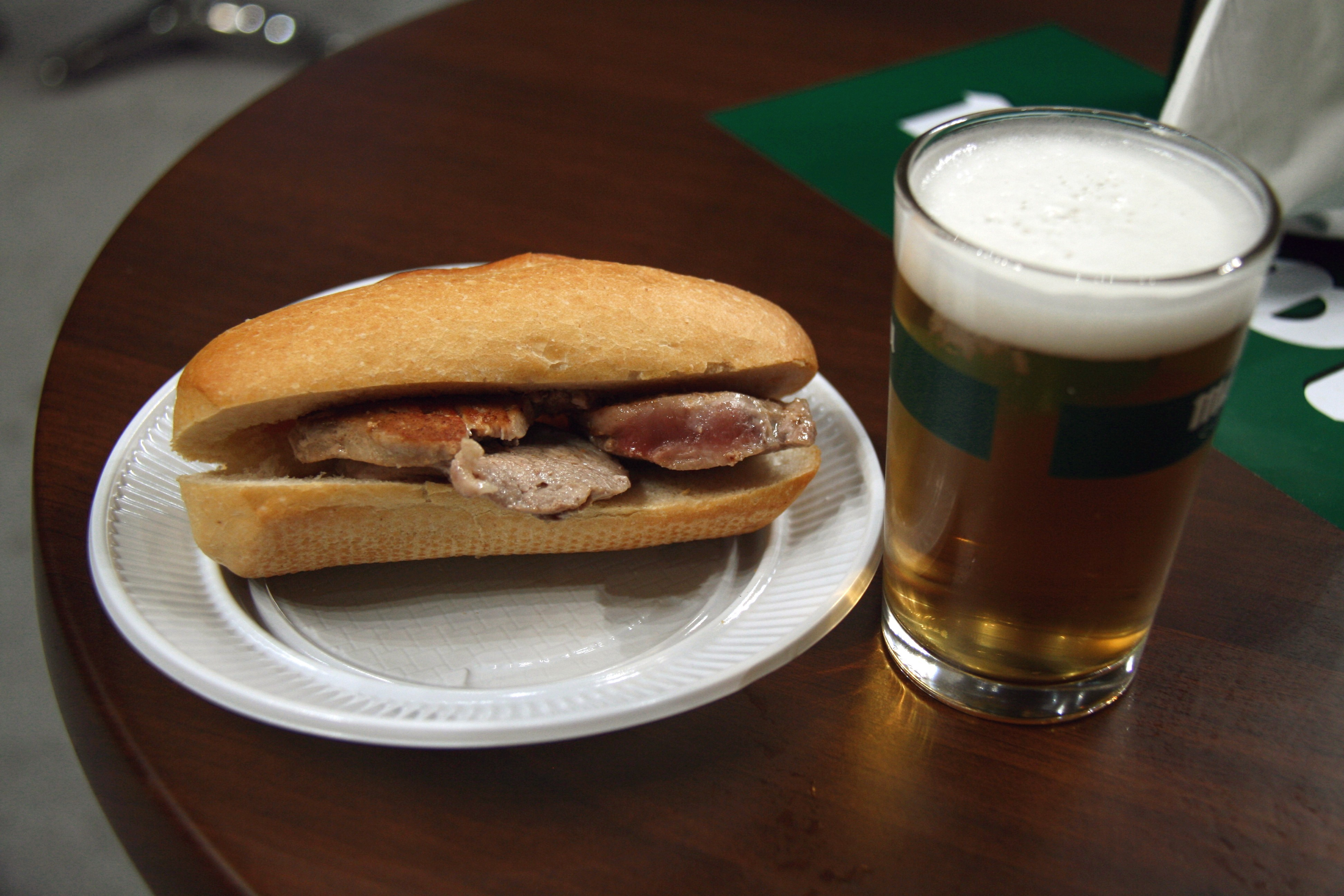
La popular 'caña' de cerveza Mahou, que se sirve en los bares madrileños, suele acompañar a las tapas.

En los comienzos del siglo XX la compañía mejora progresivamente su equipamiento industrial y aumenta la producción. La demanda de cerveza crece durante el primer tercio de siglo, en parte debido al mayor poder adquisitivo de la gente. España fue país neutral durante la Primera Guerra Mundial, lo que favoreció la bonanza económica y la expansión de Mahou. Durante esa época está a cargo de la compañía Casimiro Mahou García (1882-1943), que fue además presidente de la Cámara de Comercio de Madrid, lugar desde el que impulsó una Asociación de Fabricantes de Cerveza. Mahou produce en este período nuevas botellas de vidrio, de mayor calidad y resistencia (durante los procesos de llenado, rellenado y pasteurización, se dañaban buena parte de ellas). Se crea también una nueva maltería. En 1922 se abandona el tapón de corcho sustituido por tapones corona. Se distribuían en dos colores: azul, para indicar que la cerveza de su interior era tipo Múnich, y rojo, para las de tipo Pilsen.
La comercialización de la cerveza durante este periodo fue un asunto complicado debido al transporte. Se distribuía inicialmente por vías ferroviarias para llegar a las provincias. Las quejas de los responsables de la factoría de Amaniel eran frecuentes. Esta situación se agravó durante los años de la Gran Guerra. Eran habituales los retrasos de entregas a los clientes y las reclamaciones a la empresa MZA. Así que Mahou opta por sustituir progresivamente el transporte ferroviario por el de carretera. A pesar de todo Mahou vendía tanta cerveza en Madrid como fuera de la ciudad. En la fábrica de Amaniel había un local dedicado a la degustación de la cerveza. En las botellas de entonces aparecía un barril de cerveza y la leyenda "Fábrica de Cerveza Hijos de C. Mahou".

#### El período de la dictadura

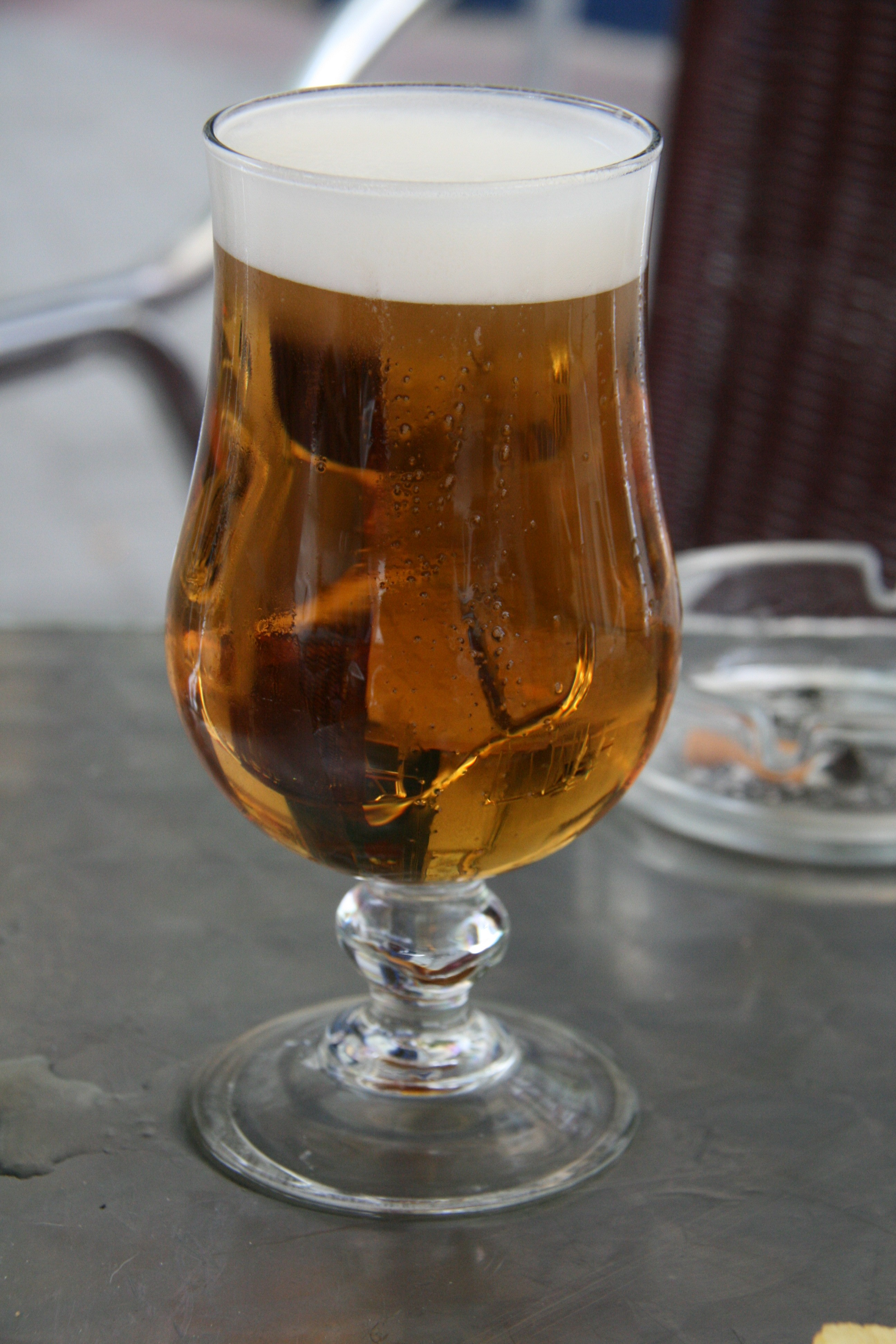
Copa de cerveza Mahou

Al comenzar la Guerra Civil Mahou ocupaba el cuarto lugar en la producción española, el segundo en la capital. El estallido del conflicto encuentra a la familia de vacaciones en un balneario de San Sebastián y pronto la fábrica es requisada. A pesar de la virulencia de la defensa de Madrid y de la cercanía de la factoría de Amaniel del frente, se mantiene la producción pero en mínimos. Terminada la guerra con la victoria del ejército de Franco, llega la posguerra, años 1940, cuando la empresa pasa por dificultades, por configurarse en España la autarquía como forma de administración de recursos. La escasez de materias básicas, la malta y el lúpulo, reducen y hasta detienen la producción. Alfredo Mahou de la Fuente, hijo de Casimiro, lleva la dirección de la compañía durante en esos momentos de intervencionismo, nacionalizaciones y bajo consumo de cerveza. En los años cincuenta se reduce la dependencia de las importaciones de lúpulo cuando empieza su cultivo en los campos de la provincia de León, que se descubren idóneos para su cultivo.

#### El auge de las décadas de 1960 y 1970

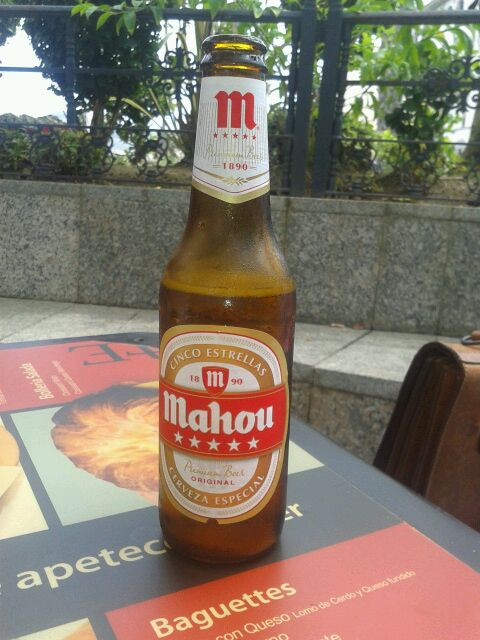
Una cerveza Mahou 5 estrellas

Con la llegada de la liberalización económica en 1957 la compañía se transforma en Sociedad Anónima. Se crea una patronal cervecera, la Asociación Nacional de Fabricantes de Cerveza de España (ANFACE) y se pone en marcha la que será la primera Escuela Superior de Cerveza y Malta en España. El auge en el consumo de cerveza y su incorporación en las costumbres sociales españolas hizo que la demanda creciera como nunca antes. El surgimiento del fenómeno del turismo en las costas. En la década de los sesenta la demanda de cerveza se cuadruplica en España, la cerveza se sirve en los bares como bebida habitual. Estos años permiten la construcción de la nueva fábrica en el Paseo Imperial de Madrid, cuya primera cocción se realizó el 15 de mayo de 1962 (durante la celebración de las fiestas de San Isidro Labrador). La nueva fábrica estaba diseñada para producir medio millón de hectolitros anuales, y en la década de los setenta era capaz de crear un millón. Durante este período ambas fábricas estuvieron funcionando: Amaniel y el paseo Imperial. Entre los clientes exclusivos de la empresa encontraba el Real Madrid Club de Fútbol que ofrecía su cerveza en las veladas más importantes del estadio Santiago Bernabéu.
En esta década, Mahou es la primera empresa española en introducir barriles de aluminio, sustituyendo a los tradicionales de madera. Las embotelladoras automáticas eran una de las principales mejoras tecnológicas. En los años sesenta las etiquetas eran vitrificadas y se realizaban en las botellas de 20, 33 cc así como en las de un litro. De la misma forma se renovó el parque de camiones con el objetivo de conseguir una amplia red de transporte a lo largo de todo el territorio nacional. En esta época Mahou investiga los envases, el 1 de mayo lanza una nueva botella de 'un tercio' (que denomina Porter 39), evita de esta forma polémicas judiciales con "El Águila" con su diseño de botella Steier. En 1966 se impulsa una nueva forma de expender cerveza de barril: los equipos Cornelius. En 1966 introduce su botella de litro (la popular litrona) intentando reducir los costes de envasado. En 1967 es nombrado director Antonio Nolasco Fernández (miembro fundador de la asociación española de cerveza y malta y fundador de la escuela superior de cerveza y malta).

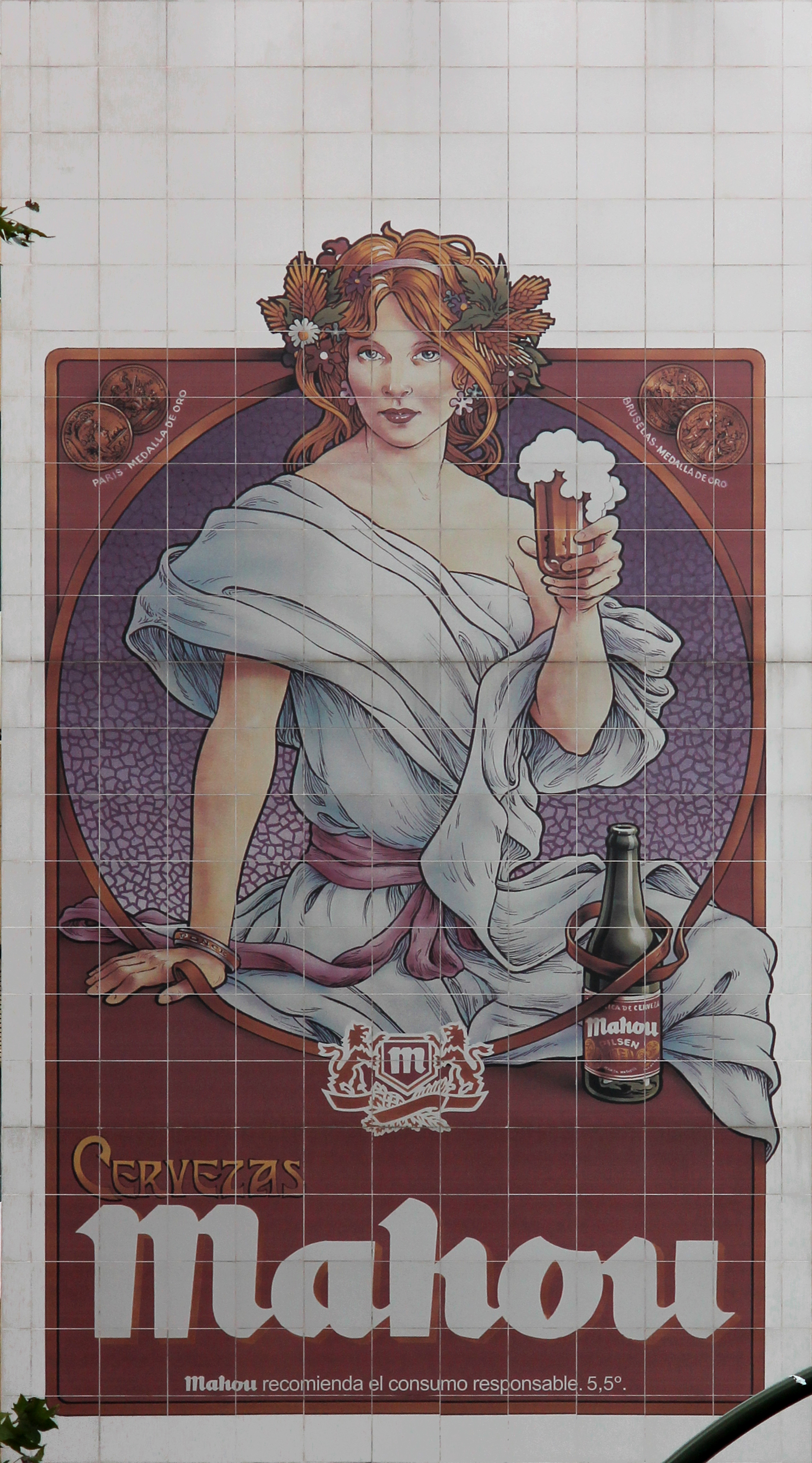
Anuncio de Mahou en Madrid, obra de J. M. Ponce.

En 1969 lanza su cerveza más emblemática: "Mahou Cinco Estrellas" que se envasa en botellas de 1/3 (rubia y negra). El diseño de este nuevo producto fue idea del ingeniero cervecero español Antonio Nolasco Fernández (apoyado por su famoso método Nolasco para la fabricación de cerveza). El maestro cervecero alemán Otto Greil (discípulo de Konrad Stauffer Rucker) también participó. Esta cerveza se ofrecía en un envase no-retornable. En 1971 Greil hizo examinar el nuevo producto en el Technische Hochschule Munchen que sería el primer examen internacional de calidad para esta nueva cerveza. Este tipo de cerveza es de los primeros en ofrecerse en latas. El lanzamiento de la "Mahou Cinco Estrellas" estuvo acompañado de diversas prácticas de mercadotécnia. 
En los años 1980 se comienza a producir un declive marcado por la aparición de nuevas marcas internacionales en el mercado nacional. Para el año 1993, la empresa envasó la primera cerveza en su nueva fábrica de Alovera, provincia de Guadalajara, que cuenta con una superficie de 430 000 m².

### Finales del siglo XX
La popularidad de la cerveza Mahou en los bares de Madrid, era tal, que en 1985 el 80% de los bares servía barriles de la empresa. En el año 1995 la empresa se posicionaba en el segundo puesto en la producción cervecera española, ocupando un 20% de la cuota de producción nacional. Justo en ese periodo, un tercio de la compañía es adquirido por el grupo francés Danone. La empresa decide cerrar la factoría del Paseo Imperial y trasladar su producción a la recién creada factoría de la Alovera. El traslado se realizó progresivamente a lo largo de un lustro. 
En el año 2000, con la unión de Mahou y cerveza San Miguel, se crea el primer grupo cervecero de capital español. Mahou San Miguel ha adquirido Cervezas Anaga, fabricante en Tenerife de la popular cerveza Reina. 
La compra en el año 2007 de Cervezas Alhambra (constituida en 1925 en Granada) por el Mahou San Miguel, no sólo tiene una repercusión directa en el futuro de la compañía granadina, sino que supone un paso más en la concentración del sector, que queda en ese momento en manos de tres grandes grupos: Heineken España, Mahou San Miguel y Damm.

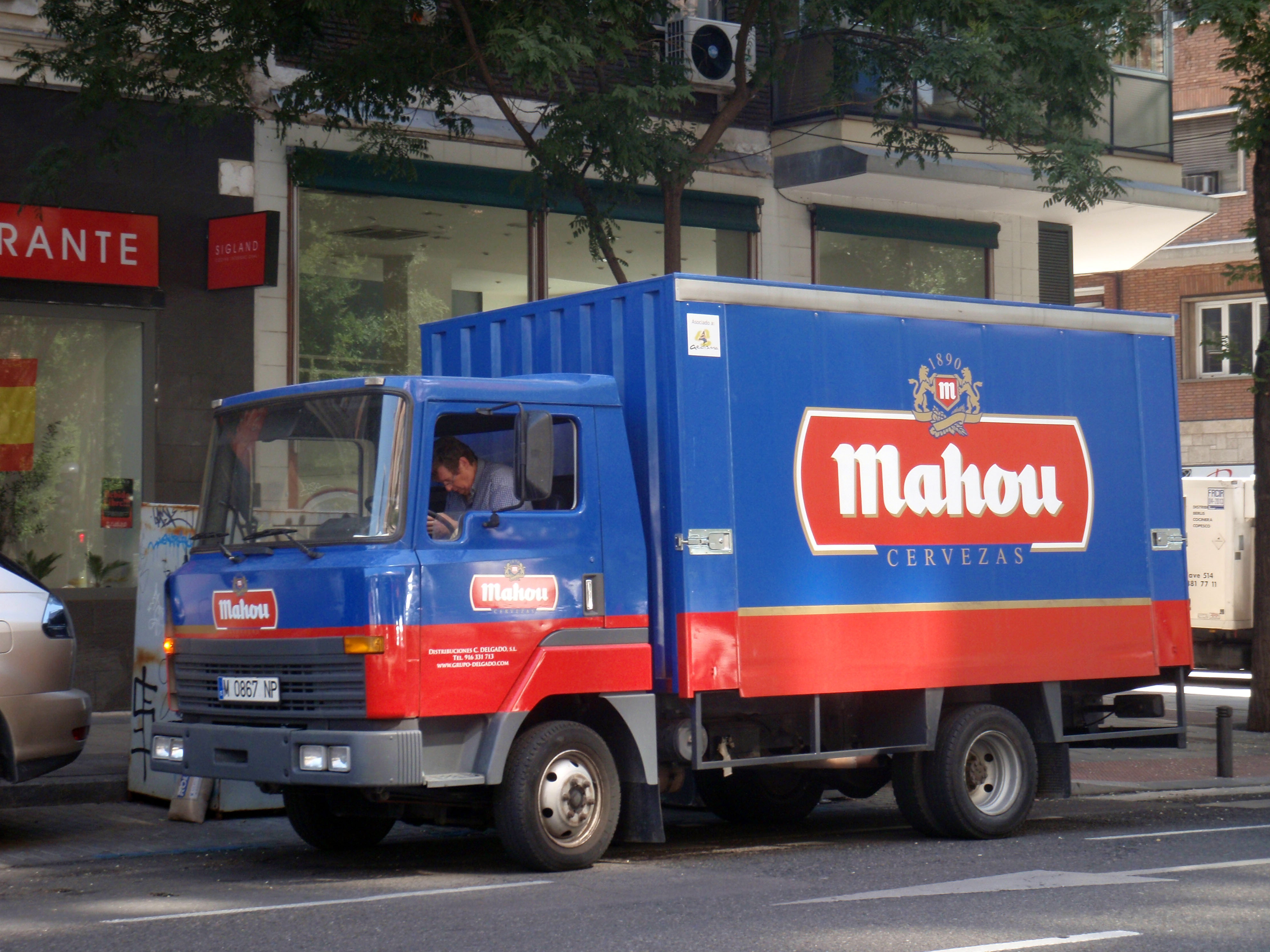
Camión de reparto de Mahou roja

### Amaniel, una fábrica cervecera adelantada a la época
Desde 1890, Alfredo Mahou y Solana, eligió el número 29 de la calle Amaniel, para instalar la primera fábrica de cervezas Mahou: la fábrica de Hielo y Cervezas.
La fábrica Mahou situada en el popular barrio Chamberí comenzó a funcionar el 1 de febrero de 1891. Para el año 1928 ya contaba con un despliegue tecnológico de maquinaria puntera para la fabricación de cerveza: compresores frigoríficos para el malteado de la cebada, una sala de cocción Ziemman y un tostador de dos pisos. Se dotó a la fábrica de ingredientes y métodos de distribución muy innovadores hasta la fecha en el sector. Uno de los periodos más prósperos para la cerveza española y la compañía fue el intervalo de entre 1900 a 1930,  décadas en las que la ciudad de Madrid se expande y pasa a considerarse una metrópoli que duplica su población. Durante los años de la posguerra, Mahou y en general el sector de la cerveza sufrirá un tiempo crítico que remontará posteriormente hasta finales del siglo XX.
Amaniel se convirtió en uno de los lugares populares y más frecuentados por los ciudadanos entre los años 1952 y 1954. Como su director era uno de los precursores de la fotografía, se creó un estudio de fotografía en el que continuamente se innovaba en las técnicas de producción. El estudio llegó a considerarse uno de los puntos de encuentro principales en Madrid, pues se estima que varios negocios y actividades se celebraban en el mismo espacio.
Amaniel fue también el centro de reunión entre profesionales y aficionados del arte y de la cultura. La cerveza Mahou se convirtió en miembro de la primera Asociación Cinematográfica de Madrid, que culminaría posteriormente en la fundación de los estudios cinematográfico CEA. Se celebraron también ensayos de teatro y actuaciones en Amaniel con el fin de obtener fondos para la fundación Mahou Montepío. Estas veladas artísticas y el ambiente teatral que giraba en torno a Amaniel animaba a los ciudadanos y potenciaba puntos de encuentro culturales en la capital. Esta cerveza española no ha pasado solo a la historia por su apoyo a la cultura. No es menos importante la labor social que propulsó  la cervecera durante la Guerra Civil Española, repartiendo desde la Farmacia de Amaniel levadura de cerveza a la población.  La fábrica de Amaniel sigue siendo a día de hoy un lugar referente, un punto de encuentro social con el arte y la cultura, pues en la actualidad alberga el Museo ABC de Ilustración.

## Crecimiento y expansión
En 1966 Mahou se adapta al crecimiento de la demanda cervecera y abre su nueva fábrica de Paseo Imperial, en Madrid, y junto a ella saldrá al mercado el ‘botijo’, que se convirtió en un emblema de la marca. Esta cerveza española es la primera empresa además en introducir barriles de aluminio y embotelladoras automáticas, principales mejoras tecnológicas de la época. También se modificó el parque de camiones para conseguir una amplia red de transporte que llegase a todo el territorio nacional.
En la década de los ochenta, el liderazgo de la cerveza Mahou en el país peligra por la aparición de nuevas marcas internacionales. 
Para 1995 la cervecera ocupa el segundo puesto en la producción cervecera nacional, ocupando un 20% de la cuota de producción nacional.  En el año 2000 Mahou se une con Cerveza San Miguel para formar el primer grupo cervecero de capital español: Mahou- San Miguel, que en el año 2004 siguió con su expansión y compró Cervezas Anaga y su marca canaria Reina. Más adelante, en 2007 adquirió también Cervezas Alhambra (constituida en 1925 en Granada) y supuso un paso más en la concentración cervecera nacional, quedando en ese momento solo en España la presencia de tres grandes grupos: Heineken España, Cervezas Damm y Mahou San Miguel. 

## Mahou con el fútbol
En 1906 formó el Club Sportif de atletismo; En 1924, creó el Club Deportivo Mahou, equipo de fútbol que competía al máximo nivel durante aquellos años. 
También patrocina el Campeonato Mahou, torneo amateur para fomentar el fútbol de base. Más tarde la cervecera española firma un contrato con el Real Madrid Club para dar servicio en el bar del estadio Santiago Bernabéu. 
Tiene acuerdos con 14 clubs entre primera división, segunda división y la segunda división B, que son: Real Madrid CF, Atlético de Madrid, Villarreal CF, Getafe CF, Rayo Vallecano, Athletic Club, Cultural y Deportiva Leonesa, Real Valladolid, Albacete Balompié, Real Sporting de Gijón, CD Leganés, Real Oviedo, Extremadura UD y Coruxo Club de Fútbol.
Mahou Cinco Estrellas y el Madrid CFF han llegado a un acuerdo de patrocinio por el que la marca cervecera será patrocinadora del equipo madrileño hasta 2022.

## Gastronomía
Mahou siempre ha estado muy unida a la gastronomía de Madrid. La compañía participa en Madrid Fusión y ofrece rutas de tapas y cañas por los principales barrios de la capital para que los turistas y residentes no se pierdan los referentes gastronómicos de la ciudad. Conde Duque, Chamberí, La Latina, Lavapiés, Malasaña,... Son algunas de las paradas que sugiere la cerveza española y desde la página web corporativa  pueden consultarse los bares y restaurantes donde tapas y menús exclusivos esperan para degustar una cena de una forma única. Mahoudrid es una app de Mahou que permite a los usuarios estar al día en todas las novedades de Madrid. Además de proponer rutas, la compañía dispone de una tienda gastronómica abierta a todos los públicos. Es Manzana Mahou 330 y está situada en la calle Hortaleza, en ella el visitante podrá participar en diferentes talleres de cocina y aprender a combinar la cerveza Mahou con diferentes recetas, pensando en los foodies.

## Producción cervecera

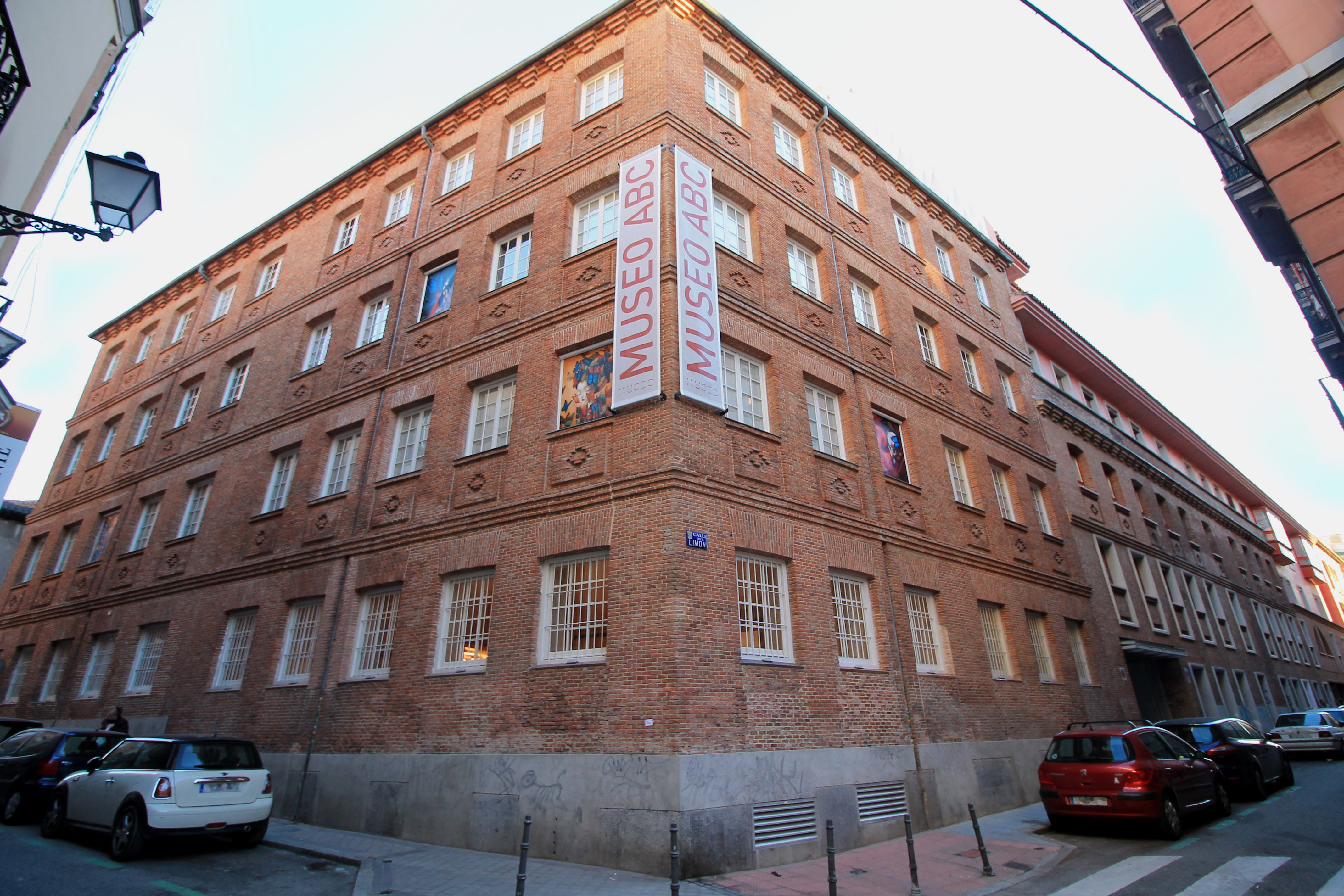
Vieja factoría de la calle Amaniel

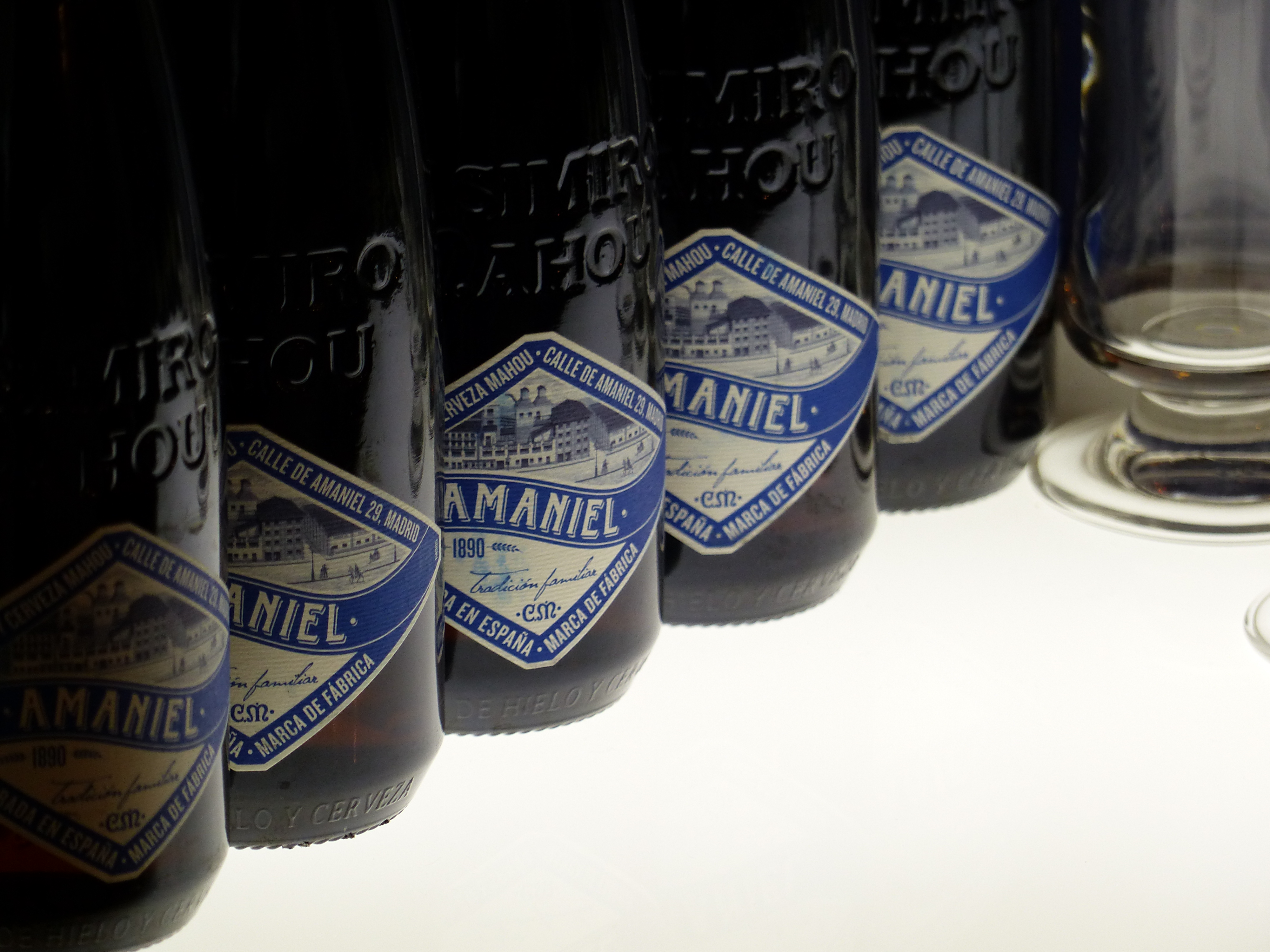
Una de las tiradas limitadas de Mahou, denominada Amaniel

Desde el comienzo de la actividad productiva, las cervezas de la gama Mahou del grupo han sido: 
- La Mahou Clásica: Conocida en sus orígenes como Mahou original, cerveza española lanzada al mercado en el año 1890, de color dorado y aspecto brillante. En 1993 recibe su nombre actual. La clásica de Mahou se caracteriza por tener una textura ligera, cierto sabor afrutado, aroma de intensidad alta-media y 4,58 grados de alcohol. Los ingredientes de su receta son agua, malta de cebada, maíz y lúpulo.
- La Mahou Cinco Estrellas desde 1969 es el 'producto bandera de la compañía' con más de cuarenta años de historia: Cerveza Mahou tipo Pilsen, de baja fermentación, elaborada con las mejores variedades de lúpulo y levadura, lo que le proporciona un sabor intenso inconfundible. Aunque sus orígenes se remontan a 1936, con la llegada de una cerveza especial, no será hasta 1969 cuando culmina el proceso de evolución y se lanza Mahou Cinco Estrellas junto al formato en lata. Su contenido alcohólico es de 5,5º Vol.
- La Mahou Sin (antes Laiker) (sin alcohol): Es la cerveza española sin alcohol de Mahou. Lanzada en 1990, con solo 0,9º vol. de grado alcohólico, esta cerveza está elaborada con ingredientes 100 % naturales: una mezcla de lúpulos y levadura única de Mahou que le dan un sabor amargo suave.
- Mahou Negra: Es la segunda cerveza más antigua de Mahou. Durante la fase de elaboración se utilizan maltas que han sido tostadas en su justo punto, lo que le proporciona el color oscuro, negro café tan característico. Los orígenes se remontan al año 1908, como complemento a la Mahou Clásica. Los aromas que la hacen inconfundible son la espuma densa, el amargor y los toques caramelizados a regaliz  Tiene 5,5º de contenido  alcohólico.
- Mixta Shandy (cerveza con gas y sabor a limón).
- Mahou Light (baja en calorías).
- Mahou Mixta: Es la cerveza con limón de Mahou. De cuerpo ligero y con bajo contenido alcohólico (0,9º), esta cerveza destaca por ser refrescante y suave.  Su aroma es afrutado con fuertes notas cítricas y entre sus ingredientes estrella destaca la gaseosa.
- Mahou Limón: nueva cerveza con mezcla al 60 %-40 % que supone una graduación de 3.6°.
- Mahou maestra: con el doble de lúpulo le confiere un sabor más intenso y una mayor graduación alcohólica

Algunas de las cervezas desaparecidas, son:
- Mahou Ice. Cerveza elaborada por el método ice beer que tuvo una corta tirada en los años 90.

## Los envases
Tradicionalmente las cervezas Mahou se han distribuido en envases de cristal. En la actualidad lo hacen también en envases de metálicos de aluminio, las conocidas latas. Los dos volúmenes más frecuentes son el de 20 cl de las botellas pequeñas de cristal, también llamados botellines o quintos, los 33 cl de los envases medianos de cristal, conocidos como tercios y de las latas y la botella de 100 cl, es decir de un litro, conocida comúnmente como litrona (botella de litro). Los envases de cristal tienen cierre metálico de tipo tapón corona, que exigen un abrebotellas para ser abiertas. Las latas metálicas tienen todas en la actualidad abrefácil con anilla fija.

## Mahou en la cultura popular
La marca Mahou aparece ya en un cuadro de 1920 del pintor José Gutiérrez Solana, en una mesa de la tertulia del café de Pombo se puede ver una botella grande (de la variedad tipo Pilsen) con su etiqueta roja. En aquella época era costumbre que la cerveza fuese mezclada con gaseosa (una clara) o con limonada. La presencia de la cerveza en la sociedad española ha ido asentándose desde los años sesenta, en algunos casos como la presencia de la litrona en el entorno urbano en reuniones de la gente joven.[cita requerida]
Esta marca de cerveza está asociada a muchos mensajes de la actual presidenta de la Comunidad de Madrid, Isabel Díaz Ayuso.

## Premios
- 1897. La cerveza Mahou recibe la Medalla de Oro en reconocimiento internacional por su calidad, en la convención de Industria de Bruselas.[cita requerida]
- 1900. Reconocimiento internacional con otra Medalla de Oro a la Excelencia de las cervezas, en la convención de Industria de París.[cita requerida]
- 2007. Las fábricas de Mahou obtienen la certificación ambiental EMAS. [cita requerida]